# Zenobio
Zenobio (en griego, Ζηνόβιος; en latín, Zenobius)  fue un sofista griego que enseñó retórica en Roma durante el reinado del emperador Adriano (117 - 138 d. C.)

## Obra
Zenobio fue autor de una colección de proverbios de tres libros, conservados de forma abreviada por Dídimo de Alejandría, según la gran enciclopedia bizantina Suda. Los proverbios están organizados alfabéticamente y agrupados por centenares. Esta colección fue impresa por primera vez por Filippo Giunti en Florencia, en 1497.
Zenobio también fue el autor de una traducción griega del historiador romano Salustio y de un poema de cumpleaños sobre el emperador Adriano.